# Karel van Aquitanië
Karel van Aquitanië (circa 825/830 – 4 juni 863) was van 856 tot aan zijn dood aartsbisschop van Mainz. Hij behoorde tot de Karolingische dynastie.

## Levensloop
Karel was de tweede zoon van koning Pepijn I van Aquitanië uit diens huwelijk met Hringard, dochter van graaf Teudbert van Madrie. Zijn oudere broer Pepijn II werd in 838 koning van Aquitanië.
Hij leefde aan het hof van zijn oom, koning Lotharius I van Midden-Francië, totdat hij in 848 hoorde van de afzetting van zijn broer Pepijn II. In maart 849 reisde hij met een bende aanhangers naar Aquitanië om er namens zijn broer de troon op te eisen. Karel werd echter aan de Loire door graaf Vivian van Maine uitgeleverd aan de West-Frankische koning Karel de Kale, die hem in 851 als monnik of deken in het klooster van Corbie liet stoppen.
In 854 ontsnapte hij uit het klooster om een leger voor zijn broer te rekruteren. Hij had weinig succes en vluchtte naar het hof van de Oost-Frankische koning Lodewijk de Duitser, die hem op 8 maart 856 benoemde tot aartsbisschop van Mainz en aartskanselier. Hij groeide uit tot een gerespecteerde bisschop en overleed in mei 863, waarna hij werd bijgezet in de Abdij van Sint-Albanus.
- Gemeinsame Normdatei: 137950950
- Virtual International Authority File: 86112569